# Groezelig huidje
Het groezelig huidje (Phanerochaete sordida) is een schimmel behorend tot de familie Phanerochaetaceae. De basidiomyceet leeft saprotroof op dode takken van loofbomen, minder frequent van naaldbomen. Hij komt voor in verschillende, vaak enigszins voedselrijke, biotopen.

## Taxonomie
Dit taxon werd voor het eerst wetenschappelijk beschreven in 1882 door Petter Karsten als Corticium sordidum. De huidige naam, erkend door Index Fungorum, werd er in 1979 aan gegeven door John Eriksson en Leif Ryvarden, waardoor het werd overgebracht naar het geslacht Phanerophaete.

## Kenmerken

### Uiterlijke kenmerken
Het groezelig huidje leeft verspreid, dicht bij de grond, vliezig of bijna knapperig, doorlopend, zonder barsten of spleten. Het heeft een dikte van 0,2 tot 0,5 mm en een diameter van maximaal enkele cm, maar vaak versmelten aangrenzende vruchtlichamen met elkaar en bezetten ze grote gebieden op de grond. Het oppervlak van het vruchtlichaam is glad of licht fluweelachtig, aanvankelijk wit, daarna crème en geleidelijk donkerder tot een kleur van witgeelachtig tot bruinoranje. De rand is tot 1 mm breed, melig, dun, wit en geelachtig, regelmatig van vorm, zonder rhizomorfen. Alleen onder een microscoop kun je zien dat het gekarteld is.
Het vruchtlichaam wordt vaak geparasiteerd door Syzygospora pallida.

### Microscopische kenmerken
Het groezelig huidje heeft een monomitisch hyfensysteem. De hyfen zijn 5-7 μm breed met aanvankelijk zeer dunne wanden, dik bij oudere exemplaren. Ze zijn kleurloos, regelmatig vertakkend in bijna rechte hoeken. Ze zijn samengesteld uit lange cellen gescheiden door eenvoudige scheidingswanden. Gespen ontbreken vaak. Cystidia variëren in vorm en aantal. Ze zijn meestal cilindrisch of spoelvormig en lopen taps toe naar de top. Ze zijn meestal 60-70 μm lang en 6-10 μm breed, maar kunnen een lengte bereiken van wel 120 μm of meer. Slechts zelden vertakken ze zich, voornamelijk in het apicale deel. Ze zijn meestal bedekt met korstvormende kristallen in het centrale of apicale deel. Deze kristallen zijn kleurloos of geelbruin. Basidia zijn nauw verdikt, 4-sporig, zonder gesp aan de basis en meten 25–30 × 6–10 μm. De basidiosporen zijn meestal 5–7 × 2,5–3 μm, sommige zijn langer, maar de meeste zijn korter dan 6 μm. Ze zijn smal ellipsvormig of min of meer cilindrisch, dunwandig, glad en inamyloïde.

## Ecologie
Het groezelig huidje komt voor in bossen op gevallen en rottende bomen en gevallen takken, of op dode en staande bomen, vooral bladverliezende, zelden naaldbomen. Het is bekend van kastanje, els, haagbeuk, beuk en eik. Hij komt voor in verschillende soorten bossen, maar ook in gebouwen op hout en planken die zich in vochtige omstandigheden bevinden.

## Verspreiding
Het groezelig huidje is wijd verspreid in Europa en Zuid-Amerika. Het is ook waargenomen op de Canarische Eilanden, Marokko, delen van Azië en Nieuw-Zeeland.
In Nederland en België komt de schimmel algemeen voor. Voor een zekere determinatie is microscopisch onderzoek nodig. Groezelig huidje staat niet op de rode lijst en is niet bedreigd.